# Domenico Innominato
Domenico Innominato (Monfalcone, 28 febbraio 1956) è un direttore di coro e compositore italiano.

## Biografia
Iscrittosi al Conservatorio di Trieste, ha seguito i corsi di «Composizione» con Giulio Viozzi e di «Musica corale e direzione di coro» con Guido Pipolo; nel 1982-83 ha frequentato la Masterclass biennale in «Direzione di coro» con Samuil Vidas (direttore del Dipartimento di Direzione di coro dell'Accademia di Sofia, Bulgaria); ha inoltre seguito corsi specialistici con Giovanni Acciai, Nicola Conci, Zahari Mednikarov e Roberto Gabbiani.
Iniziata l'attività di direttore di coro nel 1971 ha tenuto concerti in diversi Paesi europei, registrando per alcune radio e televisioni nazionali (Rai3; RSI, Radio della Svizzera Italiana; RTV Slovenija; Radio Nacional de España; Radio Vaticana; France Musique). È stato direttore
del Coro Jacob Arcadelt di San Canzian d'Isonzo, GO (1978-1990);
del Coro Santa Maria Maggiore di Trieste (1983-1992);
del Gruppo Corale San Giovanni di Lecco (1990-2009);
del Coro Clara Wieck di Sondrio (1997-2009), 
conseguendo il primo premio ai concorsi polifonici di Arezzo (1989), di Vittorio Veneto (1990) e al Torneo Internazionale di Musica. Ha diretto il Coro da Camera del Conservatorio di Como dal 2008 al 2023.
È docente di "Direzione di coro e repertorio corale", professore di "Prassi esecutive e repertori corali classico, romantico e contemporaneo" nel biennio specialistico di "Direzione di coro" e ricopre il ruolo di responsabile didattico del Conservatorio di Como. È saggista e collaboratore di riviste specializzate in Coralità e in Didattica corale, quali  La Cartellina (Edizioni Musicali Europee), Chorus (Rivista quadrilingue dell'Unione Svizzera dei Cori) e ChoralIter (Feniarco - Federazione Nazionale Italiana Associazioni Regionali Corali); ha svolto collaborazioni per l'Unione europea, la Schweizerische Chorvereinigung (Unione Svizzera dei Cori), il Dipartimento formazione e apprendimento dell'Università della Svizzera Italiana (SUPSI-DFA) di Locarno, la Federazione Corale Ticinese, l'Unione Società Corali Italiane delle Regioni Lombardia, Emilia Romagna e Friuli Venezia Giulia, l'AsLiCo Opera Domani, la Feniarco. Nel 2006 è stato nominato dal Ministero dell'Università e della Ricerca consulente per la validazione dei percorsi accademici di secondo livello presso le Istituzioni del comparto AFAM.
È stato membro di giuria a concorsi di composizione (Zurigo, Aarau, Weinfelden, Lugano) e di esecuzione corale (Lecco, Vevey, Yverdon), nazionali ed internazionali; è stato direttore artistico del concorso internazionale di composizione corale di Lugano, organizzato dalla Federazione Corale Ticinese in collaborazione con la RTSI, Radio Televisione della Svizzera Italiana, Rete 2.

## Premi e riconoscimenti
- Concorso Polifonico Internazionale Guido D'Arezzo - Arezzo

1986 - 3º premio Polifonia rinascimentale
1986 - Premio speciale per il miglior complesso italiano
1988 - 2º premio Polifonia rinascimentale
1988 - 3º premio Musica dell'800 e moderna
1988 - Premio speciale per il miglior complesso italiano
- Concorso Polifonico Nazionale Guido D'Arezzo - Arezzo

1985 - 3º premio cori femminili
1986 - 2º premio cori misti
1988 - 3º premio cori femminili
1989 - 1º premio cori misti
1995 - 2º premio cori misti
- Concorso Polifonico Internazionale "C.A. Seghizzi" - Gorizia

1986 - 4º premio cat. canto popolare elaborato per coro
- Concorso Corale Nazionale Città della Vittoria - Vittorio Veneto (TV)

1985 - 3º premio cori misti
1988 - 3º premio cori misti
1990 - 1º premio cori femminili
1990 - 2º premio cori misti
- Concorso Corale Nazionale Pieve di San Martino - Palazzo Pignano (CR)

2000 - 2º premio cori misti
- Concorso Polifonico Internazionale - Lugano (CH)

2001 - 3º premio cori misti
2003 - 3º premio cori misti
- Torneo Internazionale di Musica - Varenna (LC)

1995 - 1º premio cori misti
- Corovivo, confronti corali del Friuli-Venezia Giulia

1987 - Premio Speciale per il miglior progetto musicologico: I mottetti di A. Bruckner
- Premio nazionale delle Arti

2009, Vicenza - Premio Speciale della giuria
2010, Torino - 2º Premio

## Discografia
- LP «Isonzo Canta» (Edizioni Audiomark/USCI-GO, 1983)
- LP «XXXVI Concorso Polifonico Internazionale Guido D'Arezzo» (Edipan, 1988)
- CD «Stille Nacht» (Edizioni Carrara, 1997)
- CD «1997-1998 Live» (Edizioni GCSG, 1998)
- CD «Vespro per la festa della Sensa» (Edizioni Sarx, 1999)
- CD «J.S. Bach - Die Motetten» (Edizioni GCSG, 2000)
- CD «Angelo Burbatti, Mottetti» (Edizioni Carrara, 2001) - non in commercio
- CD «Musica Sacra Salisburghensis» (Edizioni Eurarte, 2004)
- DVD «Premio Nazionale delle Arti 2010» (Edizioni Conservatorio "G. Verdi" di Torino, 2010)
- CD «Tra cielo e terra» (Edizioni Replic/USCI-LC, 2014)
- CD/DVD «Bach, Mozart, Mendelssohn» (Edizioni CdC, 2014)
- CD «Oratorio della Croce» (Edizioni Sonitus, 2015)
- CD «Te Deum» (BAM International. Genève, 2018)

## Composizioni corali
- Cantilena (A. Cuman Pertile), per coro di voci bianche (1978)
- Quattro canti di Pablo Neruda, per coro femminile (1979): La noche en Isla Negra, La luz de Sotchi, Sin orgullo, Panpoesia
- La dolce collina (S. Quasimodo), madrigale per cinque voci soliste (1982)
- Missa "O Gloriosa Virginum" per coro femminile e organo (1982)
- Due sonetti di Francesco Petrarca per coro femminile (1984): Solo e pensoso,  Io canterei d'amor sì novamente
- Tre cori sacri (1985): Christus factus est, O lux beata trinitas, Panis angelicus
- Tre cori di Pentecoste (1986) per coro all'unisono, orch. di fiati e org.: Spiritus Domini, Factus est repente, Confirma hoc Deus
- Tre cori sacri per coro femminile e organo (1986): Resurrexi et adhuc tecum, Terra tremuit, Alleluja / Pascha nostrum
- Due corali luterani per coro femminile e pianoforte (1995): Herr Gott dich loben alle wir, Ich bitt o Herr
- Missa Brevis per coro di voci bianche e organo (1996)
- Marmottin (C. Küchel-Müssgens) per voce recitante, coro di voci bianche, orchestra di chitarre e MIDI keyboard (1996)
- Due Sonetti di Petrarca per coro femminile e pianoforte (1996-97): Per mezz'i boschi, Erano i bei capei d'oro
- Bei der Wiege per voci pari (1997)
- Sonetto 150 (F.Petrarca) per coro femminile e pianoforte (1997)
- Due Salve Regina per coro SATB (1998): Tono semplice, Tono solenne
- Ave Maris Stella per coro SATB e organo (1998)
- Tota pulchra es, Maria per coro femminile (1999)
- Kommet, ihr Hirten per coro SSAATTBB (2000)
- Christus factus est per coro femminile e organo (2000)
- Tota pulchra es, Maria per coro misto (2002)
- Veni Creator Spiritus per coro femminile e organo (2003)
- Due corali luterani per coro femminile e organo (2003): Nun komm, der Heiden Heiland - O Haupt voll Blut und Wunden
- Tre sprechgesängen da Piumini per coro parlato (2008): CiPiTì, Piango mi bagno, Concon
- Due scioglilingua per coro parlato (2008): Sopra la panca, Nove navi nuove
- Hegyi éjszakák VI, un omaggio a Kodály, per coro femminile a 6 voci (2008)
- Five Xmas Songs per coro di voci bianche, orchestra da camera, pianoforte e percussioni (2009)
- Tre canti natalizi della tradizione regionale italiana per coro SATB (2010): Dormi, dormi bel bambin (Trentino), Staimi attenz (Friuli), Gesù bambin l'è nato (Piemonte)
- Due Inni per coro SATB (2011): Veni Redemptor gentium, Veni Creator Spiritus
- Domine, non sum dignus per coro SATB (2016)